# Natonin
Natonin è una municipalità di quarta classe delle Filippine, situata nella provincia di Mountain, nella Regione Amministrativa Cordillera.
Natonin è formata da 11 barangay:
- Alunogan
- Balangao
- Banao
- Banawal
- Butac
- Maducayan
- Poblacion
- Pudo
- Saliok
- Santa Isabel
- Tonglayan